# Janusz Kijowski
Janusz Józef Kijowski (ur. 14 grudnia 1948 w Szczecinie) – polski reżyser i nauczyciel akademicki.

## Życiorys
Syn Józefa Kijowskiego i brat Jerzego Kijowskiego. Absolwent VI Liceum Ogólnokształcącego im. Tadeusza Reytana w Warszawie (matura w 1966). Działał w ruchu starszoharcerskim, pełnił funkcję komendanta szczepu 1 Warszawskiej Drużyny Harcerskiej „Czarna Jedynka”. W 1972 został absolwentem Wydziału Historii Uniwersytetu Warszawskiego. W 1978 ukończył studia na Wydziale Reżyserii Państwowej Wyższej Szkoły Filmowej, Telewizyjnej i Teatralnej im. Leona Schillera w Łodzi. W okresie studiów był krytykiem filmowym, pisał recenzje dla tygodnika „Kultura”.
Od 1983 wykładał w Institut national supérieur des arts du spectacle (INSAS) w Brukseli, a od 1998 także w  łódzkiej PWSFTviT. W 2000 uzyskał stopień doktora sztuk filmowych, a w 2004 stopień doktora habilitowanego w tej samej dziedzinie. Specjalizuje się w zakresie reżyserii filmowej, teatralnej i telewizyjnej. W 2002 został wiceprezesem Europejskiej Federacji Reżyserów Filmowych (FERA). Zawodowo związany z Uniwersytetem Warmińsko-Mazurskim w Olsztynie, na którym objął stanowisko profesora. W 2004 powołany na funkcję dyrektora olsztyńskiego Teatru im. Jaracza, którą sprawował do sierpnia 2018. Kontrakt ten z nim miał zostać przedłużony, ale Państwowa Inspekcja Pracy potwierdziła stawiane mu przez związki zawodowe zarzuty dotyczące łamania prawa pracy i dyskryminacji ze względu na przynależność związkową. W 2009 objął również funkcję dyrektora artystycznego Koszalińskiego Festiwalu Debiutów Filmowych „Młodzi i Film”.
W wyborach w 2005 był liderem listy wyborczej Partii Demokratycznej do Sejmu w okręgu olsztyńskim. W wyborach w 2011 ponownie bezskutecznie startował do Sejmu (z listy SLD). Został członkiem honorowego komitetu poparcia Bronisława Komorowskiego przed wyborami prezydenckimi w 2010 oraz wyborami prezydenckimi w 2015.
Ojciec aktorki Julii Kijowskiej i operatora Jakuba Kijowskiego, stryj Mateusza Kijowskiego.

## Odznaczenia
W 2005 został odznaczony Srebrnym Medalem „Zasłużony Kulturze Gloria Artis”, a w 2014 Krzyżem Kawalerskim Orderu Odrodzenia Polski. W 2009 otrzymał Złoty Krzyż Zasługi. W 2022 przyznano mu Medal „Za zasługi dla Koszalina”.

## Wybrana filmografia
- 1977: Indeks. Życie i twórczość Józefa M.
- 1979: Kung-fu
- 1982: Głosy
- 1982: Avant la bataille
- 1987: Maskarada
- 1989: Stan strachu
- 1992: Warszawa. Rok 5703 (Warszawa. Année 5703)
- 2001: Kameleon

## Nagrody
- Nagroda na FPFF w Gdyni
  - 2003: nagroda Grand Prix (Wielka Nagroda Jury „Złote Lwy”) dla producenta filmu Warszawa
  - 1979: nagroda za debiut reżyserski za film Kung-Fu